# Ventana de Overton
La ventana de Overton es un concepto de comunicación política creado por Joseph P. Overton y que pasó a denominarse así tras su muerte en 2003. Hace referencia a la ventana de posibles opiniones que se pueden expresar en el espacio público sin que el individuo o partido político que las expresa sea directamente descalificado.

## Definición

Ilustración de la Ventana Overton, con los grados de aceptación de Treviño.

El concepto  representa un ideario aceptable por el público como una ventana estrecha, afirmando que la viabilidad política de una idea se define principalmente por este hecho antes que por las preferencias individuales de los políticos. Se denomina de esta manera por Overton, exvicepresidente del think-tank Centro Mackinac de Política Pública. Para cada momento, esta «ventana» incluye una gama de políticas aceptables de acuerdo al clima de la opinión pública, que un político puede recomendar sin ser considerado demasiado extremista para poder ocupar o mantener un cargo público.

## Historia
Joseph Overton observó que para cada área de gestión pública, solo una estrecha gama de potenciales políticas son consideradas aceptables, dependiendo primeramente si les conviene a los políticos apoyarlas, antes que sus preferencias personales. De esta forma, esa gama varía no cuando las ideas cambian entre los políticos, sino entre la sociedad que los elige. Para evitar comparaciones con el espectro de posiciones ideológicas izquierda-derecha, Overton desarrolló un modelo vertical de políticas que va de «más libre» (arriba) a «menos libre», relativo a la intervención gubernamental, en la que las políticas aceptables se enmarcan en una «ventana» que puede moverse a lo largo de este eje, ampliarse o reducirse. Al morir Overton, este modelo fue bautizado como la Ventana Overton por sus colegas del centro Mackinac, entre los cuales Joseph Lehman contribuyó a su popularización.
Según Lehman, es muy raro que los políticos puedan modificar la ventana. En lugar de ello, estos típicamente reaccionan y validan lo que se considera aceptable. Aquellos que lo intentan son verdaderos líderes que pueden mover la ventana por ellos mismos, o políticos que se arriesgan a perder simpatizantes. Como explica, generalmente los cambios en políticas públicas vienen después de cambios en la política, que a su vez siguen a cambios sociales; las políticas más duraderas son aquellas apoyadas por fuertes movimientos sociales. Quienes proponen políticas fuera de la ventana buscan persuadir o educar al público para que la ventana pueda tanto moverse como expandirse a fin de abarcarlos, mientras que los opositores de las políticas en curso u otras que estén dentro de la ventana, por el contrario, buscan convencer al público de que éstas deberían ser consideradas inaceptables.
El comentarista político Joshua Treviño postuló que los pasos para que una política pública alcance la total legitimidad pueden definirse someramente como: impensable, radical, aceptable, sensata, popular, política; con las últimas 4 encontrándose dentro de la Ventana Overton. Análisis posteriores postulan además técnicas para mover la ventana, por ejemplo promoviendo deliberadamente ideas «radicales» con la intención de hacer parecer más moderadas, y por lo tanto más aceptables aquellas ideas que ya se encuentran fuera de la ventana. También el mismo Lehman, explicó en el programa de radio The Glenn Beck Program que la ventana puede moverse cambiando la mentalidad de la sociedad apelando a los hechos y la lógica, a la moralidad, a las emociones y en última instancia a las circunstancias o la desinformación.

## En la cultura popular
En 2010, el comentarista político conservador Glenn Beck lanzó su novela La ventana Overton, basada en este concepto. Mientras que en 2014, la traducción al español de un artículo del columnista ruso Evgueni Gorzhaltsán, publicada por el medio RT en Español, popularizó el concepto de la ventana Overton como una teoría de conspiración de manipulación social para «legalizar cualquier cosa» siguiendo una serie de pasos. Posteriormente otros medios replicarían este planteamiento.Asimismo el concepto ha sido reciclado en varias ocasiones para referir a las prácticas de actores políticos como Donald Trump y de diversos comentaristas políticos.